# Château de Ne
 (août 2021).
Le château de Ne (根城, Ne jō)  est un château japonais de l'époque de Muromachi, situé dans l'actuelle ville de Hachinohe, dans la préfecture d'Aomori, dans la région du Tōhoku, au nord du Japon. Il est protégé par le gouvernement central en tant que lieu historique national. Il a été largement reconstruit en 1994. 

## Situation
Le château de Ne se compose de cinq terre-pleins sur une terrasse alluviale en forme de L, sur la rive sud de la rivière Mabechi, sur une surface d’environ 500 mètres sur 300 mètres. Comme habituellement à cette l'époque, les fortifications consistaient principalement en un ensemble de palissades en bois et de remparts en terre, gardés par des douves sèches de 20 mètres de large. La zone a été divisée en plusieurs cours, ou kuruwa, avec des altitudes variables. Il n'y avait pas de donjon dans la cour principale, qui était occupée par un grand bâtiment, probablement de style Shōin (sur la base de trous de poteaux), résidence du clan Nanbu au pouvoir. Les autres cours abritaient les résidences d'importants serviteurs, ainsi que des casernes, des ateliers et des magasins. Certains des bâtiments ont été construits semi-enterrés indiquant la continuité de cet ancien style de construction jusqu'à la période Muromachi. L'une des cours contenait un temple bouddhiste, le Tōzen-ji, qui servait de temple du clan Nanbu.

## Histoire
Le château de Ne a été construit en 1334, au début de la période Nanboku-chō, par Nanbu Moroyuki, membre du conseil d'administration de Kitabatake Akiie, le kokushi de la province de Mutsu, et devait servir de centre administratif au gouvernement impérial dans la région. Nanbu Motoyuki avait prêté allégeance à la cour du Sud ; Cependant, au même moment, une autre branche de la même famille Nanbu qui dirigeait les régions voisines de Sannohe et de Morioka, avait elle prêté allégeance à la Cour du Nord rivale. Les deux branches du clan ont fait la paix en 1393. 
En 1590, à la fin de la période Sengoku, Nanbu Nobunao du Sannohe-Nanbu appuya Toyotomi Hideyoshi au siège d'Odawara et obtint le contrôle officiel des sept districts de la province du Nord Mutsu, qui étaient déjà sous le contrôle du clan Nanbu. Nanbu (Hachinohe) Masayuki, châtelain de la 18ème génération, devint son suppléant. Les fortifications du château de Ne ont été détruites en 1592 sur ordre de Toyotomi Hideyoshi et le siège du clan a été transféré au château de Sannohe, bien que certaines fonctions administratives locales demeurent sur le site. 
En 1627, le châtelain de 22e génération, Nanbu Naohide, a été transféré à Tōno dans l'actuelle préfecture d'Iwate et le château de Ne a été complètement abandonné. La ville-château voisine de Hachinohe est restée un centre administratif local sous une autre branche du clan Nanbu de Sannohe ; et un nouveau château (le château de Hachinohe) a été construit plus à l'est.
Le 13 décembre 1941, le site du château de Ne a été proclamé lieu historique national. De 1983 à 1994, des recherches archéologiques approfondies ont permis de découvrir les fondations des structures d'origine et de nombreux artefacts de la période Namboku-chō.
Le château de Ne a été classé parmi les cent châteaux japonais remarquables par la Japan Castle Foundation en 2006.

## Situation actuelle
Le château a été en grande partie reconstruit en 1994, avec une certaine accentuation sur la citadelle. Sur le site il y a deux portes, une pour le seigneur et les invités, l'autre porte plus simple pour les serviteurs et les ouvriers. De nombreuses parties du château ont été reconstruites sur place. Techniquement, le château de Ne a été construit avant l'ère principale du développement des châteaux japonais, donc bien qu'il y ait encore des portes, des coursives et des tours de guet yagura, il n'y a pas de donjon principal. Il y a peu de pierres apparentes et les murs ne sont que des palissades en poteaux de bois à l'extérieur et de simples murs en lattes de bois dans l'enceinte centrale.

## Galerie

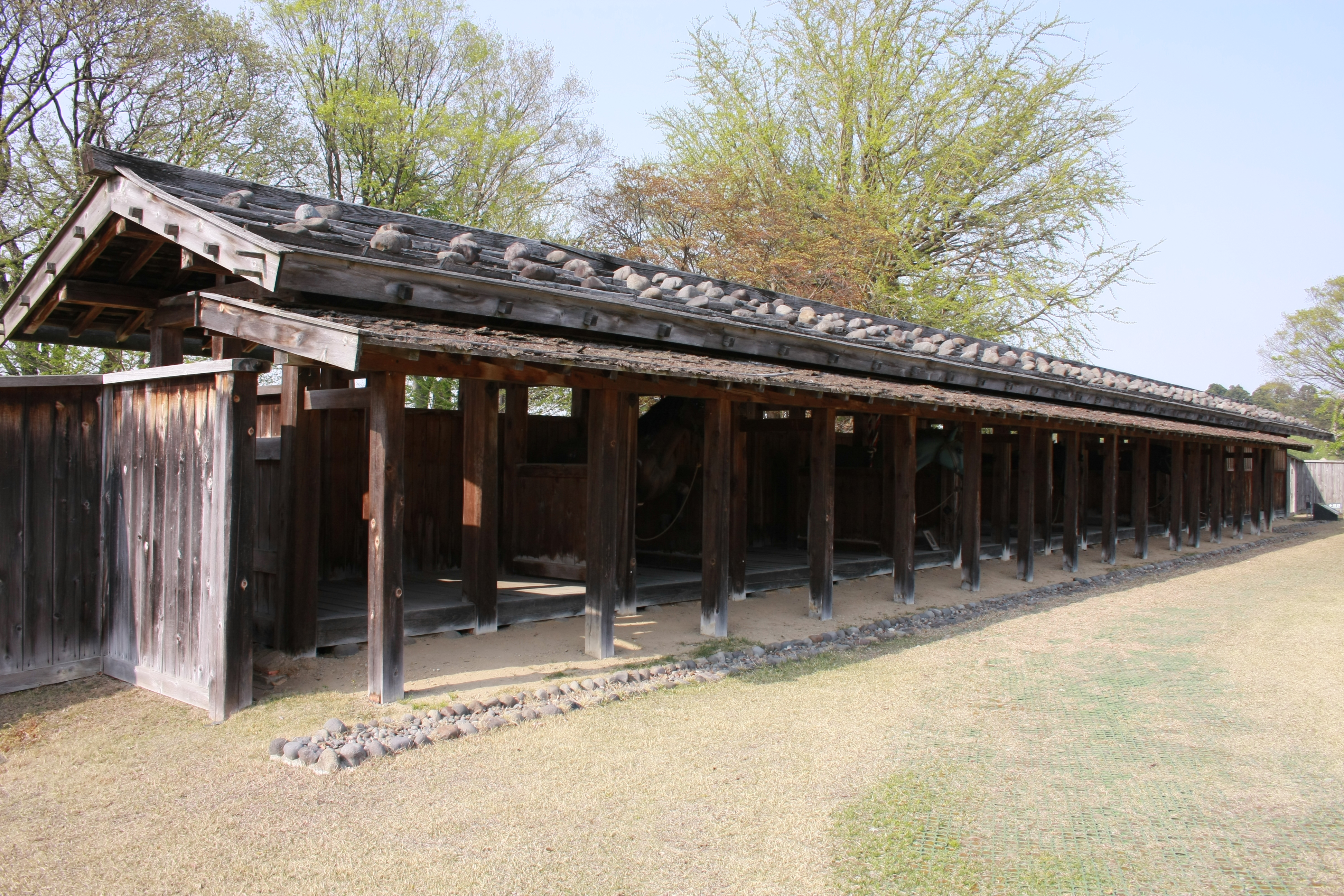
Écuries reconstruites
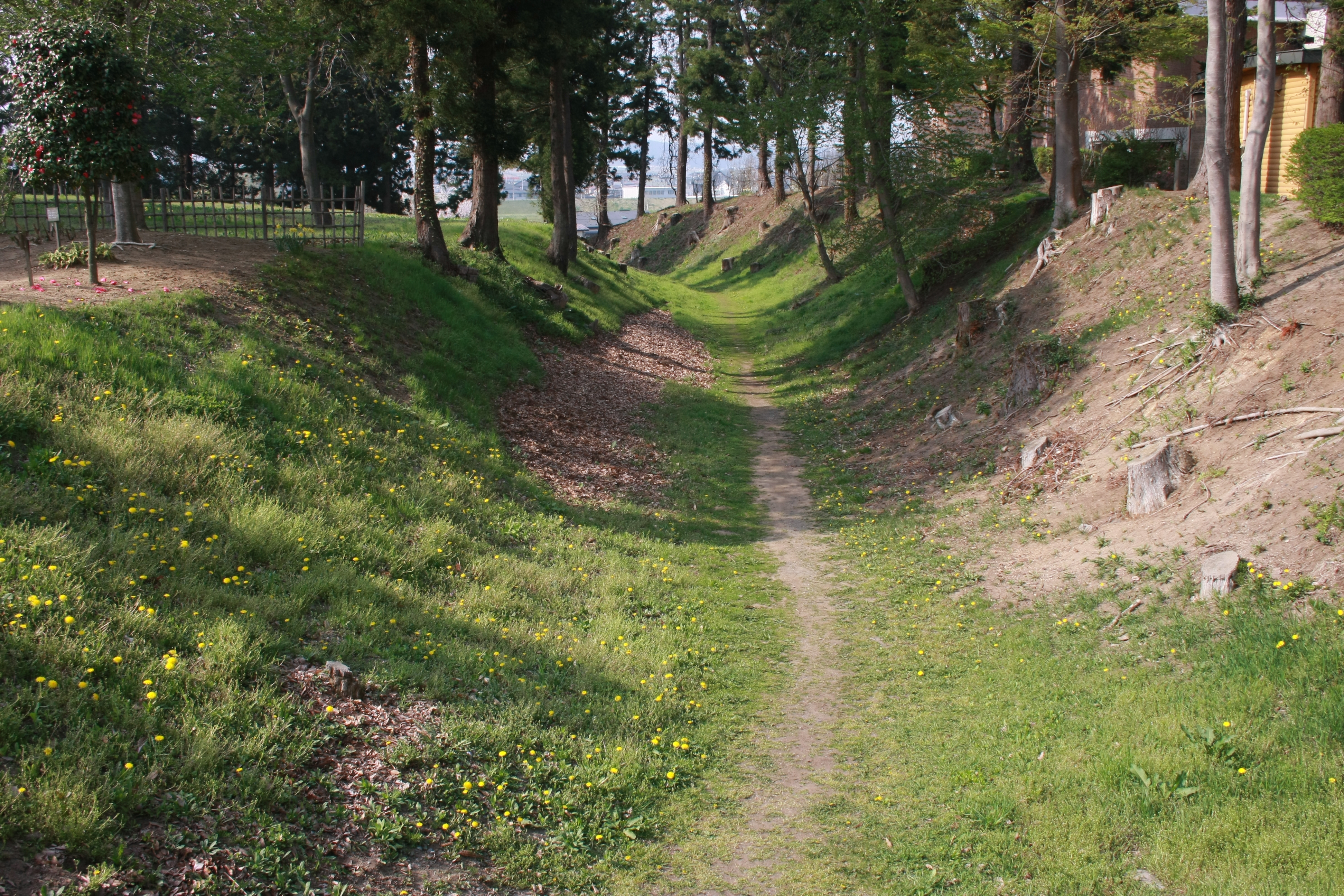
Fossé sec